# Lille Korssjön
Lille Korssjön är en sjö i Töreboda kommun i Västergötland och ingår i Göta älvs huvudavrinningsområde.